# ريناتو ساندوفال فرانكو
ريناتو ساندوفال فرانكو (بالإسبانية: Renato Sandoval Franco)‏ هو سياسي مكسيكي، ولد في 27 يونيو 1964 في ولاية باها كاليفورنيا في المكسيك. حزبياً، نشط في حزب العمل الوطني. وقد انتخب عضو مجلس النواب المكسيك.